# (9185) 1991 PX17
A (9185) 1991 PX17 a Naprendszer kisbolygóövében található aszteroida. Henry Holt fedezte fel 1991. augusztus 7-én.